# 尾崎由香
尾崎 由香（おざき ゆか、1993年5月15日 - ）は、日本の声優、女優、歌手、タレント、元子役。東京都出身。スリーハンドレットエンタテインメント所属。旧芸名は尾崎 千瑛（おざき ちあき）。

## 来歴
0歳の頃にパンフレットに写ったことを芸能活動の始まりとしており、5歳の頃安達祐実主演の舞台『オズの魔法使い』を見たのが契機になって女優になりたいと強く思ったという。
2000年のNHK『葵 徳川三代』の和姫役でデビュー。当時は「尾崎千瑛」という芸名でサンミュージックブレーンに所属し、子役として活動していたが、2015年に事務所を退所し、芸能活動を仕切り直そうと模索していたところを、声優事務所響からの勧誘を受け、同年4月21日に西本りみと共に正式に響へ移籍し、芸名を「尾崎由香」に改名。
同じ事務所の伊藤彩沙と声優ユニット・アヤユカを結成し、茨城県公式インターネット動画サイト「いばキラTV」にて番組を担当していた。2017年末で終了。
2017年にはテレビアニメ『けものフレンズ』のサーバル役に抜擢され、30分枠アニメの初レギュラー作品となる。
2018年3月、第12回声優アワードにて「どうぶつビスケッツ×PPP」として歌唱賞を受賞。
2018年7月19日、尾崎由香1st写真集『ぴ(ゅ)あ』（講談社）発売。『FRIDAY』（講談社）での先行写真がYahoo! JAPANのニュース記事になる。
2018年8月1日、ワーナーミュージック・ジャパンより「LET'S GO JUMP☆」を発売した。
2019年5月末日で響との専属マネージメント契約を満了し、6月1日からは研音へ移籍した。
2024年7月29日、一般男性との結婚を発表した。

## 人物
愛称の「おざぴゅあ」は徳井青空が命名した。
自分を一言で表すと好奇心旺盛であると語っている。 一番好きなものにアイスクリームを、嫌いなものに鳥を挙げている。特技はお菓子作り、どんな辛いものでも食べられること、趣味は映画鑑賞、写真、山登り。

## 出演
太字はメインキャラクター。

### テレビアニメ
2002年
- 野坂昭如戦争童話集 第1弾 ウミガメと少年（美子）

2003年
- 野坂昭如戦争童話集 第2弾 凧になったお母さん（主題歌 童謡「あした」歌唱)

2005年
- 野坂昭如戦争童話集 第4弾 ぼくの防空壕（主題歌 童謡「ぼくの防空壕」歌唱)

2016年
- 私たち、らくろじ部!（須木菜乃花あど）
- フューチャーカード バディファイトシリーズ（2016年 - 2017年、子供、女子生徒、客A） - 2シリーズ

2017年
- けものフレンズ（2017年 - 2019年、サーバル、マイルカ） - 2シリーズ
- BanG Dream!（2017年 - 2020年、戸山明日香） - 3シリーズ
- ひなろじ〜from Luck & Logic〜（セレン・リサーチャー013）
- 王様ゲーム The Animation（松岡彩）
- あはれ!名作くん（ダンゴムシ、校内放送）

2018年
- 少年アシベ GO! GO! ゴマちゃん（2018年 - 2019年、荒川ルリコ、フォトちゃん、加藤マコト） - 2シリーズ
- フューチャーカード 神バディファイト（2018年 - 2019年、奈々菜イオン）
- BanG Dream! ガルパ☆ピコ（2018年 - 2020年、戸山明日香、店員） - 2シリーズ
- アニマエール!（鳩谷こはね）

2019年
- バミューダトライアングル 〜カラフル・パストラーレ〜（イリーナ）

2020年
- マギアレコード 魔法少女まどか☆マギカ外伝（五十鈴れん）
- りばあす（岡崎育未）

2021年
- Sonny Boy（骨折）

2022年
- 黒の召喚士（エルフの子、レオンハルト・ガウン）

2023年
- 江戸前エルフ（小金井小糸）
- BanG Dream! It's MyGO!!!!!（戸山明日香）
- AYAKA -あやか-（火の龍）
- 冒険者になりたいと都に出て行った娘がSランクになってた

2024年
- リンカイ!（磐城平颯来）

2025年
- アラフォー男の異世界通販（受付嬢）
- もめんたりー・リリィ（ねりね）

### 劇場アニメ
- 劇場版 BanG Dream! Episode of Roselia II：Song I am.（2021年、戸山明日香）
- 劇場版 BanG Dream! ぽっぴん'どりーむ!（2022年、戸山明日香）

### Webアニメ
- ようこそジャパリパーク（2018年、ナレーション）
- 少女☆寸劇 オールスタァライト（2019年、鳳ミチル[39]）

### ゲーム
2016年
- トリックスター〜召喚士になりたい〜（ロッテ）
- めがみめぐり（アマテラス）

2017年
- 一血卍傑-ONLINE-（カミキリ）
- ウチの姫さまがいちばんカワイイ（退魔姫 スピル・アンデルセン）
- けものフレンズあらーむ（サーバル）
- デスティニーチャイルド（アウロラ）
- 刻のイシュタリア（エリゴーネ、かぐや姫）
- ナイツクロニクル（ナイア）
- ヴィーナス†ブレイド（リジル、ゴズウィット）
- 秘密の宿屋〜ヒーローと暮らすほのぼのRPG〜（キョウコ）
- マギアレコード 魔法少女まどか☆マギカ外伝（五十鈴れん）
- RXN -雷神-（鳴門ルナ）
- 天空のクラフトフリート（リーファ）

2018年
- バンドリ！ ガールズバンドパーティ（戸山明日香）
- トリプルモンスターズ（ディヤ）
- P.E.T.S.アカデミア（リンリン）
- ブレイドスマッシュ（ディアナ）
- 共闘ことばRPG コトダマン（サーバル）
- 少女☆歌劇 レヴュースタァライト -Re LIVE-（鳳ミチル）
- プレカトゥスの天秤（カナギ・レンカ）
- きららファンタジア（鳩谷こはね）
- 恒星少女 -Do The Scientists Dream of Girls'Asterism?-（クラブパルサー）

2019年
- D.C.4 〜ダ・カーポ4〜（日野原ちよ子）
- アルカ・ラスト 終わる世界と歌姫の果実（オレリア）
- ドラゴンクエストXI 過ぎ去りし時を求めて S（ホミリン）
- けものフレンズあらーむ2（サーバル）
- けものフレンズ3（サーバル？、シーサーバル・レフティ、ホワイトサーバル）
- けものフレンズ3 プラネットツアーズ （サーバル）

2020年
- グリザイア クロノスリベリオン（2020年 - 2023年、エル） - 2作品

2021年
- 新すばらしきこのせかい（ツグミ）
- D.C.4 Fortunate Departures ～ダ・カーポ4～ フォーチュネイトデパーチャーズ（日野原ちよ子）

2022年
- ナナリズムダッシュ（サーバル）

2024年
- 魔女のふろーらいふ（矢熊えくる）

その他
- 神角技巧と11人の破壊者（アルマ） - 開発中止

2025年
- 魔法少女まどか☆マギカ Magia Exedra（五十鈴れん）

### 吹き替え
- ワクフ（2017年、アマリア・シャーンシャーム）
- ファイヤーバディ（2023年、ピストン[62]）

### テレビ番組
※はインターネット配信。
- NHK高校講座 家庭総合（2014年 - 2017年、NHK Eテレ[63][64]）
- すいろじ！（2016年、ニコニコ生放送※）メインMC
- アヤユカのペコペコいばらき♥（2016年 - 2017年、YouTube「いばキラTV」※[65]）
- 月刊ブシロードTV（2016年 - 2018年、TOKYO MX）
- げつろじ！（2016年 - 2018年、ニコニコ生放送※）メインMC
- けものフレンズアワー（2016年 - 2019年、ニコニコ生放送※）
- あにレコTV（2017年 - 2019年 、テレビ東京）コーナーレギュラー
- 尾崎由香・西本りみの「ツッコミ不足」（2018年、SHOWROOM※）[66]
- バンドリ!TV（2018年、TOKYO MX）MC
- 街頭Qバラエティー！スマホ見せてください（BS松竹東急、2023年‐）[67]

### テレビドラマ
- 大河ドラマ 葵 徳川三代 第26・29話（2000年7月2日・23日、NHK） - 和姫 役
- こちら第三社会部 第7話（2001年11月19日、TBS） - 韮崎美佐枝（幼少期） 役
- おとうさん  第1・4話（2002年10月13日・11月3日、TBS）  - 進藤恵（幼少期） 役
- 恋文〜私たちが愛した男〜 第4話（2003年10月29日、TBS） - 田島江津子（幼少期 / 写真） 役
- 新・天までとどけ5（2004年3月1日 - 4月23日、TBS） - 杉本伊代 役
- 霊感バスガイド事件簿 第3話（2004年4月30日、テレビ朝日） - 中村亜梨沙 役
- 虹のかなた（2004年8月2日 - 10月1日、MBS） - 小川ちひろ（幼少期） 役
- Dr.コトー診療所 2004スペシャル（2004年11月12日 - 13日、フジテレビ） - 小沢ひな 役
  - Dr.コトー診療所 2006（2006年10月12日 - 12月21日）
- 国盗り物語 第1部（2005年1月2日、テレビ東京） - 那那姫 役[68]
- 水戸黄門 第34部 第10話「女占い師が悪を討つ!・花輪」（2005年3月14日、TBS / C.A.L） - 加代 役
- 水曜ミステリー9 湯けむりドクター華岡万里子の温泉事件簿 1 - 7（2005年12月28日・2006年12月20日・2007年11月7日・2008年10月29日・2011年12月28日・2012年7月4日・2013年3月13日、テレビ東京） - 華岡芽衣 役
- すてきにコモン!（2006年3月27日 - 5月19日、TBS） - 高柳真央 役
- 連続テレビ小説 純情きらり 第1話 - 第3話・第29・72話（2006年4月3日 - 5日・5月5日・6月24日、NHK） - 有森杏子（幼少期） 役
- なごや寿ロックンロール〜「グッモーエビアン!」より〜（2007年2月11日、東海テレビ） - 広瀬はつき 役
- 夕陽ヶ丘の探偵団（2007年12月29日 - 31日、NHK教育） - 山田早百合 役
- 土曜ワイド劇場 瀬戸内しまなみ殺人海流（2008年2月9日、テレビ朝日） - 島本美穂 役
- 歌のおにいさん 第7話（2009年3月6日、テレビ朝日）
- 恋して悪魔〜ヴァンパイア☆ボーイ〜 （2009年7月7日 - 9月8日、関西テレビ） - 田端華子 役
- さくら心中 第32話 - 第49話 （2011年2月17日 - 3月21日、東海テレビ） - 櫛山睦美 役
- IS 〜男でも女でもない性〜（2011年7月25日 - 9月19日、テレビ東京） - 畑野よし子 役
- 金魚倶楽部（2011年7月30日 - 10月1日、NHK） - 桐ケ谷あかね 役
- 鈴子の恋 ミヤコ蝶々女の一代記 第51話 - 第61話 （2012年3月15日 - 29日、東海テレビ） - 美咲 役
- 鍵のない夢を見る 第2夜（2013年9月8日、WOWOW） - 小坂小百合 役
- 紙の月 第1・4話（2014年1月7日・28日、NHK）
- SHARK 第7話 - 第9話（2014年2月22日 - 3月8日、日本テレビ）
- 森光子を生きた女〜日本一愛されたお母さんは、日本一寂しい女だった〜（2014年5月9日、フジテレビ） - 多美 役
- ボク、運命の人です。（2017年5月6日、日本テレビ）声の出演[69]
- 今夜、勝手に抱きしめてもいいですか? 第10話（2018年12月4日、関西テレビ）- 花屋の店員 役（友情出演）
- 東京地検の男（2021年3月24日、テレビ朝日） - 間下純子 役
- イタイケに恋して（2021年7月22日、日本テレビ） - 花嫁 役
- 武士スタント逢坂くん! 第7話・第8話（2021年9月7日・14日、日本テレビ） - ひづき 役
- チェイサーゲーム 第2話 - 第4話・最終話（2022年9月16日 - 30日・10月28日、テレビ東京） - 山崎梨々香 役

### 実写映画
- 子ぎつねヘレン（2006年3月18日、松竹） - マミ 役
- MAZE（2006年4月29日、アルゴ・ピクチャーズ） - 川崎亜弥 役
- ふみ子の海（2007年10月13日、パンドラ・シネマディスト） - サダ 役
- 茶々 天涯の貴妃（2007年12月22日、東映） - きく（幼少期） 役
- 病葉流れて（2008年2月16日、メディアワークス） - 片桐姫子（幼少期） 役
- TOKYO TRIBE（2014年8月30日、日活）

### WEB
- モバドラ vol.2 4×4 - 雪奈 役[70]

### ラジオ
※はインターネット配信。
- めがみめぐりのらじおめぐり（2016年 - 2017年、HiBiKi Radio Station※）
- けものフレンズRADIO!!（2016年 - 2018年、HiBiKi Radio Station※）
- 尾崎由香のぴゅあタイム（2017年、TS ONE※）[71]
- 和田昌之と尾崎由香のWADAX Radio（2022年 - 、超!A&G+※）
- 高耳神社のご神体ラジオ 〜私、ご利益ないけどな！〜（2023年、音泉※・YouTube※）[72]

### ラジオドラマ
- 安心ラジオで安心家族 〜海の日編〜（時期不明、海野家の娘）[73]
- 白村颯太に好かれたい by AudioMovie® 第1話 甘えたい女の子（時期不明、橘亜弓[74]）

### ナレーション
- ライブ ミルキィホームズ 秋の大運動会（幕張メッセイベントホール、2015年9月19日） PV・場内アナウンス
- ブシロード TCG世界一への挑戦!〜ラクエンロジック〜」（TOKYO MX、2015年12月31日）
- 月刊ブシロードTV月ブシニュースコーナー（TOKYO MX、2016年3月 - ） アヤユカのユカとして
- おしゃべりオジサンと怒れる女→おしゃべりオジサンとヤバい女」（テレビ東京、2017年4月15日 - 2018年9月29日）ナレーション
- これって私だけ?（テレビ朝日、2020年7月7日 - 2021年1月19日）
- 英雄教室の超越魔術士（2020年、ナレーション[75]）
- 先日助けて頂いた○○です！PV（YouTube、2020年、ツル[76]）

### CM
- 公文式 公文式の魅力（実写出演）
- アイリスオーヤマ チャイルドシート（実写出演）
- マクドナルド マクドナルドキッズ（実写出演）
- タカラ ミニモニ携帯パソコン（実写出演）
- フリマアプリ「フリル」（ナレーション）
- イーネット「ゆうちょと、フレンズに、」（実写出演）
- ファミリーマート「ウィンターフェスタ　店内アナウンス篇」（実写出演）[77]
- ブシモ「九州三国志」吸収してやる編 / 肉まん編 / 付き合うなら編（実写出演）[78]
- カルビー「じゃがりこ」あげりこ 社会人篇 / あげりこ 女子高生篇（実写出演）[79]

### 広告
- 公文式（2007年）
- 伊勢丹 カタログ（2007年）
- 富士電気 会社案内パンフレット（2007年）
- 日本歯科医師会 新聞広告（2007年）
- 学校法人早稲田学園 わせがく高等学校学校案内パンフレット（2010年）

### 舞台
- 風と共に去りぬ（2003年、帝国劇場） - スカーレット（幼少期） 役
- 春告鴬（2003年、三松座）
- 舞台「けものフレンズ」（2017年 - 2018年、品川プリンスホテルクラブeX、AiiA 2.5 Theater Tokyo） - サーバル 役[80]
- Produce team Office54 朗読劇「学園デスパネル」（2017年、座・高円寺2）
- 舞台「けものフレンズ」2～ゆきふるよるのけものたち～（2018年） - サーバル 役
- 声のプロフェッショナルが奏でるリーディングシェイクスピア「ロミオとジュリエット」（2019年、サンシャイン劇場） - ジュリエット 役[81]
- 舞台「DECADANCEー太陽の子ー」（2020年、EX THEATER ROPPONGI、森ノ宮ピロティホール[82]）
- 劇団ノーミーツ 第2回長編公演「むこうのくに」（2020年、リモート公演） - スズ 役[83]
- 恋を読むvol.3「秒速5センチメートル」（2020年、ヒューリックホール東京） - 澄田花苗 役[84]
- 演劇集団Z-Lion 舞台「This is a お感情博士！」（2021年、俳優座劇場[85]）
- 少女☆歌劇 レヴュースタァライト -The LIVE エーデル- Delight（2022年、天王洲 銀河劇場） - 鳳ミチル 役[86]
  - 少女☆歌劇 レヴュースタァライト -The STAGE 中等部- Regalia（2022年、飛行船シアター）[87]
  - 少女☆歌劇 レヴュースタァライト -The LIVE- #4 Climax（2023年、東京建物 Brillia HALL）[88]
  - 少女☆歌劇 レヴュースタァライト -Re LIVE- Reading Theatre 第三弾「ロイヤルリテイナー」（2023年、科学技術館　サイエンスホール）[89]
  - 少女☆歌劇レヴュースタァライト -Edel Bühne- ～朗読劇 エリュシオン 神世の章～（2024年、Theater Mixa（シアターミクサ））[90]
- 朗読劇「吸血鬼ドラキュラ～Eternal Love～」（2022年8月21日、TOKYO FM HALL） - ミナ 役[91]
- 舞台「けものフレンズ」JAPARI STAGE!〜きみのあしおとがまたきこえた〜（2024年、品川プリンスホテル クラブeX）[92]
- 舞台「魔法少女育成計画 F2P the STAGE～First Chapter～」（2025年、博品館劇場） - ステラ･ルル 役[93]

### ドラマCD
- 回復術士のやり直し（2019年、グレン）※文庫5巻オリジナルドラマCD付き同梱版
- ときのそら「Dreaming」オリジナルボイスドラマ ときのそらの休日～脱出ゲーム編～（2019年、夏野汐里）

### その他コンテンツ
- Jリーグ20周年記念式典 祝辞[94]
- ミスiD2017 ファイナリスト
- 京王電鉄動物園線の車内アナウンス（2017年10月7日・8日・14日・15日、サーバル[95]）
- みゆはん「ぼくのフレンド」（2017年、PV出演）
- 温泉むすめ（土肥間由[96]）
- 朗読 始まりの魔法使い（2018年、ニナ[97]）

## ディスコグラフィ

### シングル
|            | 発売日        | タイトル       | 規格品番     | 規格品番   | オリコン 最高位 |
| 初回限定盤 | 発売日        | タイトル       | 通常盤       |            | オリコン 最高位 |
| ---------- | ------------- | -------------- | ------------ | ---------- | --------------- |
| 1st        | 2018年8月1日  | LET'S GO JUMP☆ | WPZL-31482/3 | WPCL-12911 | 31位            |
| 2nd        | 2018年12月5日 | オトシモノ     | WPZL-31552/3 | WPCL-12970 | 35位            |

### アルバム
|            | 発売日       | タイトル | 規格品番   | 規格品番   | オリコン 最高位 |
| 初回限定盤 | 発売日       | タイトル | 通常盤     |            | オリコン 最高位 |
| ---------- | ------------ | -------- | ---------- | ---------- | --------------- |
| 1st        | 2019年8月7日 | MIXED    | WPCL-13064 | WPCL-13065 | 35位            |

|            | 発売日        | タイトル | 規格品番     | 規格品番   | オリコン 最高位 |
| 初回限定盤 | 発売日        | タイトル | 通常盤       |            | オリコン 最高位 |
| ---------- | ------------- | -------- | ------------ | ---------- | --------------- |
| 1st        | 2020年8月26日 | NiNa     | WPZL-31740/1 | WPCL-13197 | 97位            |

### 配信楽曲
|     | 配信日       | タイトル             | ファイル形式 |
| --- | ------------ | -------------------- | ------------ |
| 1st | 2019年4月5日 | Smile! Smile! Smile! | AAC          |

### タイアップ曲
| 楽曲                                       | タイアップ                                                             | 時期   |
| ------------------------------------------ | ---------------------------------------------------------------------- | ------ |
| LET'S GO JUMP☆                             | テレビアニメ『少年アシベ GO! GO! ゴマちゃん』第3期オープニングテーマ   | 2018年 |
| オトシモノ                                 | テレビドラマ『今夜、勝手に抱きしめてもいいですか？』エンディングテーマ | 2018年 |
| Smile! Smile! Smile!                       | テレビアニメ『少年アシベ GO! GO! ゴマちゃん』第4期オープニングテーマ   | 2019年 |
| オトメゴコロ（ミニアルバム「NiNa」に収録） | テレビドラマ『マイラブ・マイベイカー』オープニングテーマ               | 2020年 |
| 君は知らない（ミニアルバム「NiNa」に収録） | 朝日放送テレビ・テレビ朝日系『これって私だけ?』エンディングテーマ      | 2020年 |

### その他
- Amazon Music・Side by Side （尾崎由香、お気に入りプレイリストとコメンタリー）（2018年8月2日）[102]

### キャラクターソング
| 発売日   | 商品名                                                                       | 歌 | 楽曲                                                                                       | 備考                                                                     |
| 2016年   | 2016年                                                                       | 2016年 | 2016年                                                                                     | 2016年                                                                   |
| -------- | ---------------------------------------------------------------------------- | --- | ------------------------------------------------------------------------------------------ | ------------------------------------------------------------------------ |
| 12月21日 | めがみめぐり                                                                 | ツクモ（伊藤彩沙）、アマテラスオオミカミ（尾崎由香）、アメノウズメ（佐々木未来）、ソトオリヒメ（大塚紗英）、ククリヒメ（今村彩夏）、コノハナサクヤヒメ（鈴木愛奈）、トヨタマヒメ（上田麗奈）、イシコリドメ（大亀あすか） 、アメノサグメ（千菅春香） | 「ファイファイ ハイテンション！」                                                          | ゲーム『めがみめぐり』関連曲                                             |
| 2017年   |                                                                              | |                                                                                            |                                                                          |
| 2月8日   | 「めがみめぐり」キャラクターソング ここからのスタート/I'm サンシャインガール | アマテラスオオミカミ（尾崎由香） | 「I'm サンシャインガール」                                                                 | ゲーム『めがみめぐり』関連曲                                             |
| 2月8日   | ようこそジャパリパークへ                                                     | どうぶつビスケッツ×PPP | 「ようこそジャパリパークへ」                                                               | テレビアニメ『けものフレンズ』オープニングテーマ                         |
| 6月7日   | Japari Café                                                                  | どうぶつビスケッツ＋かばん（内田彩）×PPP | 「けものパレード 〜ジャパリパークメモリアル〜」                                            | テレビアニメ『けものフレンズ』関連曲                                     |
| 6月7日   | Japari Café                                                                  | どうぶつビスケッツ＋かばん（内田彩）×PPP | 「ようこそジャパリパークへ」                                                               | テレビアニメ『けものフレンズ』関連曲                                     |
| 6月7日   | Japari Café                                                                  | どうぶつビスケッツ | 「ホップステップフレンズ 」                                                                | テレビアニメ『けものフレンズ』関連曲                                     |
| 12月13日 | Japari Café2                                                                 | かばん（内田彩）とサーバル（尾崎由香） | 「なかよしマーチ」                                                                         | テレビアニメ『けものフレンズ』関連曲                                     |
| 12月13日 | Japari Café2                                                                 | どうぶつビスケッツ＋かばん（内田彩）×PPP / セリフ - コツメカワウソ（近藤玲奈）、アフリカオオコノハズク（三上枝織）、ワシミミズク（上原あかり）、マーゲイ（山下まみ）、ギンギツネ（相坂優歌）、キタキツネ（三森すずこ）                              | 「ドレミファロンド（フレンズ ver.）」                                                      | テレビアニメ『けものフレンズ』関連曲                                     |
| 12月13日 | フレ！フレ！ベストフレンズ                                                   | どうぶつビスケッツ×PPP | 「フレ！フレ！ベストフレンズ」                                                             | ゲーム『けものフレンズぱびりおん』テーマソング                           |
| 12月13日 | フレ！フレ！ベストフレンズ                                                   | どうぶつビスケッツ | 「ファンファン！メロディ♪」                                                                | テレビアニメ『けものフレンズ』関連曲                                     |
| 12月13日 | フレ！フレ！ベストフレンズ 初回限定盤B特典CD                                 | サーバル（尾崎由香） | 「ようこそジャパリパークへ」                                                               | テレビアニメ『けものフレンズ』関連曲                                     |
| 2018年   |                                                                              | |                                                                                            |                                                                          |
| 3月28日  | ワクワクが止まらないw                                                        | ピンクスプラウト | 「ワクワクが止まらないw」 「せーの DE ドッカーン！」                                       | ゲーム『トリプルモンスターズ』関連曲                                     |
| 10月4日  | さふぁりどらいぶ♪                                                            | どうぶつビスケッツ | 「ハッピービスケット」                                                                     | ゲーム『けものフレンズピクロス』オープニングテーマ                       |
| 10月4日  | さふぁりどらいぶ♪                                                            | どうぶつビスケッツ | 「Poppin'ジャパリズム」 「ぐれーとじゃーにー！」 「ようこそジャパリパークへ（Xmas ver.）」 | テレビアニメ『けものフレンズ』関連曲                                     |
| 10月4日  | さふぁりどらいぶ♪                                                            | アライグマ（小野早稀）とフェネック（本宮佳奈） with サーバル（尾崎由香） | 「マイペースちぇいさー」                                                                   | テレビアニメ『けものフレンズ』関連曲                                     |
| 10月4日  | さふぁりどらいぶ♪                                                            | サーバル（尾崎由香） | 「みんなでがぉ！がぉ！がぉー！」                                                           | テレビアニメ『けものフレンズ』関連曲                                     |
| 10月4日  | さふぁりどらいぶ♪                                                            | サーバル（尾崎由香）とかばん（内田彩）とアライグマ（小野早稀）とフェネック（本宮佳奈） | 「ぼくのフレンド」                                                                         | テレビアニメ『けものフレンズ』関連曲                                     |
| 11月7日  | テレビアニメ「アニマエール！」テーマソングコレクション -Smile-               | 神ノ木高校チアリーディング部 | 「ジャンプアップ↑エール!!」                                                                | テレビアニメ『アニマエール！』オープニングテーマ                         |
| 11月7日  | テレビアニメ「アニマエール！」テーマソングコレクション -Smile-               | 神ノ木高校チアリーディング部 | 「One for All」                                                                            | テレビアニメ『アニマエール！』エンディングテーマ                         |
| 11月7日  | テレビアニメ「アニマエール！」テーマソングコレクション -Smile-               | 神ノ木高校チアリーディング部 | 「Color select」                                                                           | テレビアニメ『アニマエール！』関連曲                                     |
| 11月7日  | テレビアニメ「アニマエール！」テーマソングコレクション -Wink-                | 鳩谷こはね（尾崎由香） | 「放課後Cheerful☆Girl」                                                                    | テレビアニメ『アニマエール！』関連曲                                     |
| 2019年   |                                                                              | |                                                                                            |                                                                          |
| 2月13日  | 乗ってけ！ジャパリビート                                                     | どうぶつビスケッツ×PPP | 「乗ってけ！ジャパリビート」                                                               | テレビアニメ『けものフレンズ2』オープニングテーマ                        |
| 2月13日  | 乗ってけ！ジャパリビート                                                     | どうぶつビスケッツ | 「たんけんデイズ」                                                                         | テレビアニメ『けものフレンズ2』関連曲                                    |
| 2月27日  | プラチナ・フォルテ                                                           | シークフェルト音楽学院 | 「プラチナ・フォルテ」 「ディスカバリー！」                                                | ゲーム『少女☆歌劇 レヴュースタァライト -Re LIVE-』関連曲                 |
| 4月17日  | ポプテピピック ALL TIME BEST 2                                               | ポプ子（尾崎由香）、ピピ美（内田彩） | 「風船飛行」                                                                               | テレビアニメ『ポプテピピック』エンディングテーマ                         |
| 4月17日  | ポプテピピック ALL TIME BEST 2                                               | ポプ子（尾崎由香）、ピピ美（内田彩） | 「Bansaku neender」 「ポプ子にソース」                                                     | テレビアニメ『ポプテピピック』挿入歌                                     |
| 5月29日  | ようこそジャパリパークへ 〜こんぷりーとべすと〜                              | うぃあーふれんず！ | 「ようこそジャパリパークへ（ただいま ver.）」                                              | テレビアニメ『けものフレンズ2』エンディングテーマ                        |
| 6月19日  | フレンズビート！                                                             | サーバル（尾崎由香）とカラカル（小池理子）とキュルル（石川由依） | 「ジャパリダンス！」                                                                       | テレビアニメ『けものフレンズ2』関連曲                                    |
| 10月4日  | け・も・の・だ・も・の                                                       | どうぶつビスケッツ×PPP | 「け・も・の・だ・も・の」                                                                 | ゲーム『けものフレンズ3』主題歌                                          |
| 10月4日  | け・も・の・だ・も・の                                                       | どうぶつビスケッツ×PPP | 「わっはっはっえがお」                                                                     | ゲーム『けものフレンズ3』関連曲                                          |
| 10月4日  | け・も・の・だ・も・の                                                       | どうぶつビスケッツ | 「ぴかぴかエモーション」                                                                   | ゲーム『けものフレンズ3』関連曲                                          |
| 10月16日 | 少女☆歌劇 レヴュースタァライト レヴューアルバム ラ・レヴュー・エターナル     | 天堂真矢（富田麻帆）、大場なな（小泉萌香）、鳳ミチル（尾崎由香）、鶴姫やちよ（工藤晴香）、胡蝶静羽（佐々木未来）、恵比寿つかさ（加藤英美里） | 「裏切りのクレタ」                                                                         | ゲーム『少女☆歌劇 レヴュースタァライト -Re LIVE-』関連曲                 |
| 2020年   |                                                                              | |                                                                                            |                                                                          |
| 7月3日   | Reバース GO!                                                                 | 鶏とナスの三ツ星シチュー | 「Reバース GO!」                                                                           | テレビアニメ『りばあす』エンディングテーマ                               |
| 7月3日   | Reバース GO! ⁂（アステリズム）                                               | 岡崎育未（尾崎由香） | 「Reバース GO!」                                                                           | テレビアニメ『りばあす』関連曲                                           |
| 12月9日  | MIRACLE DIALIES                                                              | どうぶつビスケッツ | 「進め！アライさん探検隊！」                                                               | ゲーム『けものフレンズ3』関連曲                                          |
| 2022年   |                                                                              | |                                                                                            |                                                                          |
| 4月20日  | Delight to me！【Delight ver.】                                              | シークフェルト音楽学院 | 「Delight to me！」                                                                        | 舞台『少女☆歌劇 レヴュースタァライト -The LIVE エーデル- Delight』関連曲 |
| 4月20日  | Delight to me！【Delight ver.】                                              | シークフェルト音楽学院、青嵐総合芸術院、西條クロディーヌ（相羽あいな）、夢大路文（倉知玲鳳）、胡蝶静羽（佐々木未来） | 「Everlasting Show to the SHOW！」                                                         | 舞台『少女☆歌劇 レヴュースタァライト -The LIVE エーデル- Delight』関連曲 |
| 4月20日  | Delight to me！【エーデル ver.】                                             | シークフェルト音楽学院 | 「Everlasting Show to the SHOW！〜エーデル ver.〜」                                        | 舞台『少女☆歌劇 レヴュースタァライト -The LIVE エーデル- Delight』関連曲 |
| 9月21日  | レヴューアルバム アルカナ・アルカディア                                      | 愛城華恋（小山百代）、石動双葉（生田輝）、鳳ミチル（尾崎由香）、夢大路栞（遠野ひかる） | 「命尽きても尽き果てず」                                                                   | ゲーム『少女☆歌劇 レヴュースタァライト -Re LIVE-』関連曲                 |

## 書籍

### 雑誌
- 「週刊ヤングジャンプ」23号　巻末グラビア（2018年5月10日）デジタルアーカイブあり
- 「週刊ヤングジャンプ」14号　表紙・巻頭・センターグラビア（2019年3月7日）
- 「週刊ビッグコミックスピリッツ」28号で表紙、巻頭グラビア(2018年6月11日)[103]
- 「FRIDAY」(フライデー)2018年7/27号（2018年7月13日）*写真集の水着シーンなど先行カット
- 「漫画アクション No,15」2018年8/7号（2018年7月17日）*表紙、巻頭グラビア、付録のクリアファイル
- ファッション雑誌「bis(ビス) 」2018年9月号（2018年8月1日）

### 単行本
- コミックエッセイ「ぴゅあとぴあ」（2018年11月30日、KADOKAWA）ISBN 978-4-04-065362-4[104]

### 写真集
- ぴ(ゅ)あ（2018年7月19日、講談社、撮影：長野博文）ISBN 978-4-06-512250-1[105]
- OZAKI YUKA（2020年6月30日、ワニブックス、撮影：桑島智輝）ISBN 978-4-8470-8309-9[106]

### デジタル写真集
- 【デジタル限定 YJ PHOTO BOOK】 尾崎由香「尾崎由香と温泉旅行に行ってきたよ。」（2018年5月10日、集英社、撮影：細居幸次郎）[Kindle版]ASIN:B07CSKY6WJ
- 【デジタル限定 YJ PHOTO BOOK】尾崎由香「尾崎由香ちゃんの私生活を覗いてみた。」（2019年3月7日、集英社、撮影：細居幸次郎）[Kindle版]ASIN:B07PGNF16M

### トレーディングカード
- Voice Actor Card Collection VOL.02 愛美＆尾崎由香 feat.戸山姉妹「あいみんとおざぴゅあ」（2018年7月27日、ブシロードメディア）[107]

### シリーズ一覧
1. ↑  アプリ版（2020年 - 2021年）、PC版（2023年）

### ユニットメンバー
1. 1 2 3 4 5 6 7 8 9  サーバル（尾崎由香）、フェネック（本宮佳奈）、アライグマ（小野早稀）
2. 1 2 3 4 5 6  ロイヤルペンギン（佐々木未来）、コウテイペンギン（根本流風）、ジェンツーペンギン（田村響華）、イワトビペンギン（相羽あいな）、フンボルトペンギン（築田行子）
3. ↑  ディヤ（尾崎由香）、マーリン（遠野ひかる）、エシャ（西本りみ）
4. ↑  鳩谷こはね（尾崎由香）、猿渡宇希（井澤美香子）、有馬ひづめ（山田唯菜）、舘島虎徹（楠木ともり）、牛久花和（白石晴香）
5. 1 2 3 4  雪代晶（野本ほたる）、鳳ミチル（尾崎由香）、リュウ・メイファン（竹内夢）、鶴姫やちよ（工藤晴香）、夢大路栞（遠野ひかる）
6. ↑  サーバル（尾崎由香）、キュルル（石川由依）、カラカル（小池理子）、かばん（内田彩）、オオセンザンコウ（小野早稀）、オオアルマジロ（本宮佳奈）、アライグマ（小野早稀）、フェネック（本宮佳奈）、PPP［イワトビペンギン（相羽あいな）、フンボルトペンギン（築田行子）、ロイヤルペンギン（佐々木未来）、コウテイペンギン（根本流風）、ジェンツーペンギン（田村響華）］、カタカケフウチョウ（八木ましろ）、カンザシフウチョウ（菅まどか）
7. 1 2 3  サーバル（尾崎由香）、フェネック（美坂朱音）、アライグマ（小野早稀）
8. ↑  東山有（西尾夕香）、若宮千春（西本りみ）、美濃周子（進藤あまね）、猫ヶ洞青（成海瑠奈）、春日井梢（佐伯伊織）、岡崎育未（尾崎由香）、藤堂圭（小山百代）、愛染京（遠野ひかる）、桜木雪（岩田陽葵）、鳥越樹里（大塚紗英）、駒形豊（三村遙佳）、寿沙希（葉月ひまり）
9. ↑  柳小春（七木奏音）、南風涼（佃井皆美）、穂波氷雨（門山葉子）